# إلين بي ريس
إلين بي ريس (بالإنجليزية: Ellen P. Reese)‏ هي عالمة نفس أمريكية، ولدت في 1926، وتوفيت في 1997.